# Enxabarda (Fundão)
Enxabarda é uma aldeia portuguesa com cerca de 200 habitantes pertencente à freguesia de Castelejo, no Concelho do Fundão e Distrito de Castelo Branco. Localiza-se a 4 km da sede de freguesia, a 12 km do Fundão e a 40 km de Castelo Branco.
A aldeia conta com o Centro Cultural e Recreativo de Enxabarda, o Rancho Folclórico os "Carvoeiros da Enxabarda", o Centro de Dia de Enxabarda e ainda com uma corporação de Sapadores Florestais.
Por se encontrar localizada em plena Serra da Gardunha, a economia da aldeia baseia-se no negócio da exploração da madeira, cereja, mel e outros produtos.
Possui a Igreja Matriz de Santo António e a Capela de Nossa Senhora da Boa Viagem.

## Festas e Romarias
- São Sebastião - 20 de janeiro

- Santo Isidro  (Passeio de Tratores Agrícolas) - 2.º Domingo de maio

- São Pedro - 4.ª semana de junho

- Nossa Senhora da Boa Viagem e Nossa Senhora das Febres - Primeiro fim de semana de agosto

- Santo António - Primeiro fim de semana de setembro